# Han van Midden
J.M. (Han) van Midden (Amsterdam, 1977) is een Nederlands consultant, ambtenaar en bestuurder. Hij is lid van de VVD. 

## Biografie
Van Midden studeerde van 1999 tot 2005 bedrijfskunde aan de Erasmus Universiteit Rotterdam. Van 2005 tot 2007 werkte hij als rijkstrainee op het ministerie van Sociale Zaken en Werkgelegenheid en het ministerie van Financiën. Daarna was hij werkzaam bij diverse adviesbureaus in de publieke sector, van 2007 tot 2010 bij Policy Research Corporation en van 2010 tot 2015 bij Deloitte. Vanaf 1 december 2015 was hij raadsgriffier van de gemeente Rotterdam.
Op 6 juni 2019 werd Van Midden door de gemeenteraad van Roosendaal voorgedragen als nieuwe burgemeester. Per 3 oktober 2019 is zijn benoeming als burgemeester van Roosendaal ingegaan. Op dezelfde dag werd hij ook geïnstalleerd. Op 29 september 2023 is bekendgemaakt dat Han van Midden in het voorjaar van 2024 zal gaan stoppen als burgemeester, vanwege een nieuwe baan van zijn vriendin op Curaçao.
Van 30 oktober 2021 tot 1 november 2023 was Van Midden voorzitter van de VVD Regio Zuid. Met ingang van 15 juni 2024 werd hij secretaris van het College financieel toezicht Bonaire, Sint Eustatius en Saba, van Curaçao en Sint Maarten en van Aruba. Per 31 mei van dat jaar is hij gestopt als burgemeester van Roosendaal.
Van Midden woont samen en heeft twee kinderen. Zijn hobby's zijn onder andere koken, fietsen, wintersporten en reizen naar Schotland.